# Kesterbeek
Kesterbeek är ett vattendrag i Belgien.   Det ligger i regionen Flandern, i den centrala delen av landet, 18 km norr om huvudstaden Bryssel.
Trakten runt Kesterbeek består till största delen av jordbruksmark. Runt Kesterbeek är det mycket tätbefolkat, med 1 361 invånare per kvadratkilometer.